# El Tesoro (Uruguay)
El Tesoro es una localidad uruguaya del departamento de Maldonado que forma parte del municipio de San Carlos. 
Al famoso  puente Leonel Viera o puente de la Barra se accede desde El Tesoro. 
Por el lado oeste y sur limita con el  arroyo Maldonado en donde se realiza pesca y diversos deportes acuáticos sin motor. El arroyo forma parte del humedal y es un lugar maravilloso para el avistamiento de aves. 
Limita con el balneario La Barra donde se encuentran diversos restaurantes, supermercados, lugares de entretenimientos y un shopping al aire libre. 
Es una localidad donde viven de manera permanente más de 2000 personas, y recibe durante la temporada de verano más del triple de su población residente. 
Uno de sus  lugares de atracción es el Museo del Mar,  con interesantes muestras de fauna marina y también exposiciones sobre la historia reciente y no tanto de los balnearios de la zona. Incluye esqueletos, fotos, instrumentos náuticos, y objetos de todo tipo. 
También el comunal el Tesoro que se encuentra junto con la plaza de deportes Dante de León es uno de los espacios verdes del balneario, donde se puede hacer fútbol, basquet, gimnasia y diversos talleres durante todo el año. 
Su nombre se debe a que cuenta la leyenda que un corsario llamado Francisco Tournier habría enterrado un tesoro en una de las islas del arroyo Maldonado.

## Ubicación
La localidad se encuentra situada en la zona sur del departamento de Maldonado, sobre las costas del arroyo Maldonado, próximo a la desembocadura de este arroyo en el océano Atlántico. Limita al sureste con el balneario de La Barra.

## Población
Según el censo de 2023 la localidad contaba con una población permanente de 2888 habitantes.
| 74            | 125 | 300 | 595 | 781 | 1396 | 2888 |
| (Fuente: INE) |     |     |     |     |      |      |